# براتان (بركان)
براتان أو كاتور أو تجاتور (بالإندونيسية: Bratan) مجمع بركاني يحتوي على ثلاث بحيرات كالديرا في شمال جزيرة بالي في إندونيسيا. يغطي المجمع البركاني مساحة 11 × 6 كم. أكبر مخروط ما بعد كالديرا داخل المجمع هو جونونج باتوكارو.